# Gustav Hollaender
Gustav Hollaender (ur. 15 lutego 1855 w Głubczycach, zm. 4 grudnia 1915 w Berlinie) – niemiecki kompozytor, skrzypek i pedagog muzyczny.

## Życiorys
Gry na skrzypcach uczył się początkowo u swojego ojca Siegmunda, następnie kształcił się w konserwatorium w Lipsku u Ferdinanda Davida (1867–1869) i Königliche Hochschule für Musik w Berlinie u Josepha Joachima i Friedricha Kiela (1869–1874). W 1874 roku został skrzypkiem w berlińskiej Hofoper. Od 1875 roku uczył gry na skrzypcach w Neue Akademie der Tonkust Theodora Kullaka. Występował wspólnie ze śpiewaczką Carlottą Patti, od 1878 do 1881 roku prowadził w Berlinie kameralne koncerty abonamentowe wspólnie z Xaverem Scharwenką i Heinrichem Grünfeldem. W latach 1881–1884 wykładał w Rheinische Musikschule w Kolonii i grał w Gürzenich-Orchester. W 1884 roku otrzymał stanowisko koncertmistrza kolońskiego Stadttheater. Od 1894 roku był dyrektorem berlińskiego Stern’sches Konservatorium.
Był autorem licznych utworów na skrzypce, w dużej mierze o charakterze salonowym. Skomponował m.in. 3 koncerty skrzypcowe. Jego bratem był Victor Hollaender.